# Nemanja Žunić
Nemanja Žunić (23 ottobre 1992) è un giocatore di football americano serbo, che gioca nel ruolo di offensive lineman per i Banat Bulls.